# Họ Cá nhám mèo
Họ Cá nhám mèo (Scyliorhinidae) là một họ cá nhám với hơn 150 loài được biết đến. Cá nhám mèo được tìm thấy ở các vùng biển nhiệt đới và ôn đới từ các vùng nước thủy triều đến độ sâu 2.000 mét (6.600 ft) hay hơn, tùy theo loài

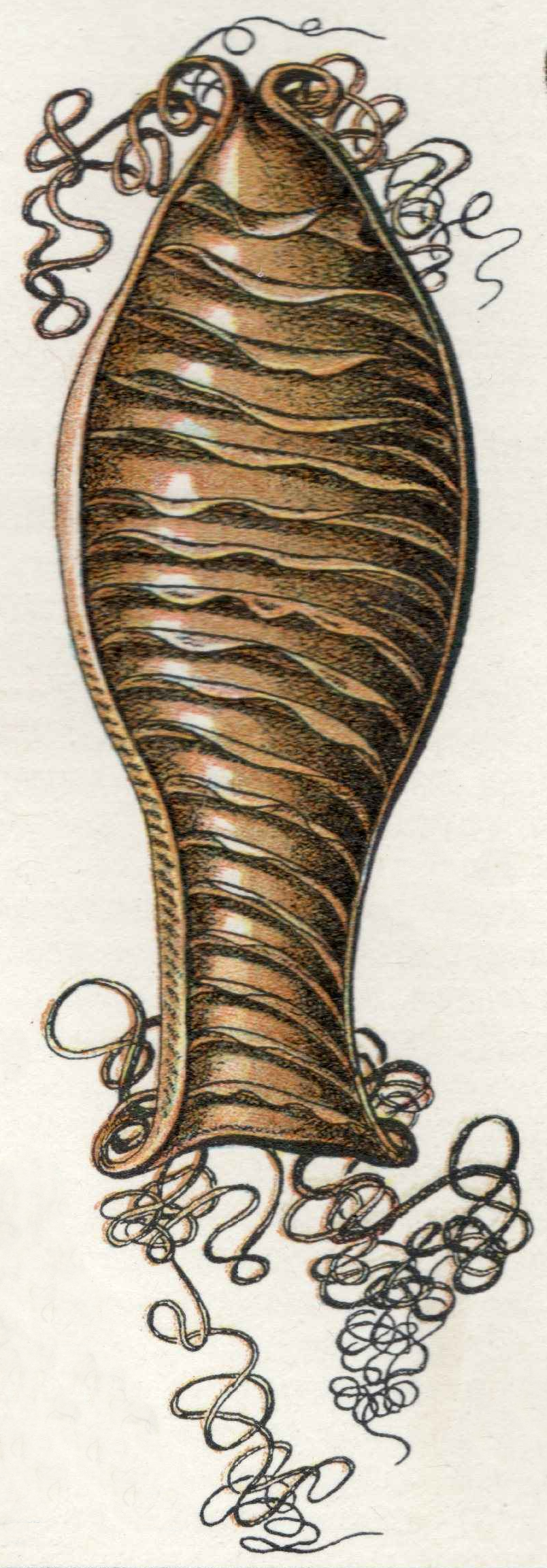
Trứng cá nhám mèo

Chúng có mắt giống mèo và hai vây lưng nằm xa phía sau. Phần lớn các loài khá nhỏ, không dài hơn quá 80 cm (31 in); một số ít, như Scyliorhinus stellaris có thể đạt chiều dài 1,6 m (5,2 ft). 

## Các chi
Họ này có 17 chi và hơn 150 loài, là họ cá mập lớn nhất.
- Apristurus Garman, 1913
- Asymbolus Whitley, 1939
- Atelomycterus Garman, 1913
- Aulohalaelurus Fowler, 1934
- Bythaelurus Compagno, 1988
- Cephaloscyllium T. N. Gill, 1862
- Cephalurus Bigelow và Schroeder, 1941
- Figaro Whitley, 1928
- Galeus Rafinesque, 1810
- Halaelurus T. N. Gill, 1862
- Haploblepharus Garman, 1913
- Holohalaelurus Fowler, 1934
- Parmaturus Garman, 1906
- Pentanchus H. M. Smith và Radcliffe in Smith, 1912
- Poroderma A. Smith, 1838
- Schroederichthys A. Smith, 1838
- Scyliorhinus Blainville, 1816

## Cladogram
- Scyliorhinidae
  - Scyliorhininae
  - Galeinae
    - Pentanchini
    - Galeini
      - Galeina
      - Halelaelurina

  - Atelomycterininae
  - Schroedericthyinae